# Wilhelm Rzeszutko
Wilhelm Bolesław Rzeszutko (ur. 17 maja 1938 w Sanoku, zm. 1 maja 2020 w Warszawie) – pułkownik inżynier Wojska Polskiego, doktor nauk ekonomicznych, wykładowca uczelniany.

## Życiorys
Urodził się jako syn Kazimierza (1907-1996, działacz robotniczy i partyjny, funkcjonariusz MO) i Antoniny z domu Szczurek. Otrzymał imię na cześć Wilhelma Topinka, który przyczynił się do zatrudnienia jego ojca. Uczył się w szkołach podstawowych w Sanoku: im. Tadeusza Kościuszki przy ul. Kazimierza Lipińskiego (1945–1950) oraz im. Grzegorza z Sanoka przy ul. Stanisława Konarskiego (1950–1952). W 1956 ukończył Technikum Przemysłu Samochodowego w Sanoku z tytułem technika mechanika o specjalności budowa samochodów. Od 1956 do 1957 pracował jako dyspozytor ruchu w oddziale terenowym Państwowej Komunikacji Samochodowej w Sanoku.
Wstąpił do Wojska Polskiego i w latach 1957–1960 kształcił się w Oficerskiej Szkole Samochodowej w Pile. Następnie przydzielony do 6 Szkolnego Pułku Samochodowego w Ostródzie w stopniu porucznika pełnił funkcje dowódcy pododdziału i wykładowcy. Od 1962 do 1963 był kierownikiem warsztatu w 170 Ruchomych Warsztatach Naprawy Samochodów w 9 Dywizji Zmechanizowanej w Łańcucie. Od 1963 do 1967 odbył studia na kierunku eksploatacja i naprawa samochodów i ciągników na Wydziale Mechanicznym Wojskowej Akademii Technicznej w Warszawie uzyskując tytuł inżyniera mechanika. Od 1967 do 1973 był wykładowcą w Podoficerskiej Szkole Zawodowej Służby Samochodowej w Rzeszowie prowadząc zajęcia z budowy i eksploatacji pojazdów mechanicznych. W 1973 ukończył zaoczne studia na Wydziale Nauk Ekonomicznych Wojskowej Akademii Politycznej im. Feliksa Dzierżyńskiego uzyskując tytuł magistra nauk ekonomicznych. Od 1973 do 1990 był pracownikiem Wojskowego Instytutu Ekonomicznego na macierzystym wydziale WAP. Tam w 1978 uzyskał tytuł naukowy doktora nauk ekonomicznych na podstawie pracy pt. Ekonomiczne kryteria oceny systemu obsługi technicznej samochodów w wojsku, której promotorem był płk prof. dr hab. Marian Koch. W trakcie roku akademickiego 1978/1979 otrzymał awans ze stanowiska adiunkta na docenta w Katedrze Ekonomiki Wojskowej. Prowadził wykłady z ekonomikę eksploatacji techniki wojskowej w WAP, WAT i w Akademii Sztabu Generalnego. W 1988 prowadził przewód habilitacyjny. Od 1990 do 1992 był zatrudniony na Wydziale Strategiczno-Obronnym Akademii Obrony Narodowej oraz jako kierownik Zakładu Ekonomiki Wojskowej w Instytucie Ekonomiki Obrony. Od 1992 był pracownikiem Zarządu Szkolnictwa Wojskowego w Sztabie Generalnym Wojska Polskiego. Równolegle, od 1995 wykładał ekonomikę eksploatacji techniki wojskowej na Wydziale Mechanicznym WAT. W czerwcu 1996 został przeniesiony w stan spoczynku.
Od 1967 do 1972 był przewodniczącym Koła Stowarzyszenia Inżynierów i Techników Mechaników Polskich przy PSZSS w Rzeszowie, był członkiem zarządu Wojewódzkiej Naczelnej Organizacji Technicznej w Rzeszowie. Od 1978 do 1981 był ławnikiem w Sądzie Warszawskiego Okręgu Wojskowego, od 1980 do 1988 społecznym inspektorem ruchu drogowego.
We wrześniu 1996 został prodziekanem i wicedyrektorem Centrum Doskonalenia Kadr Kierowniczych w Prywatnej Wyższej Szkole Biznesu i Administracji w Warszawie. Został wykładowcą Uczelni Techniczno-Handlowej im. Heleny Chodkowskiej w Warszawie.
Został autorem ok. 60 prac z zakresu eksploatacji techniki wojskowej, ekspertyz i recenzji. Publikował także artykuły w czasopismach. Był promotorem ponad 50 prac magisterskich.

## Odznaczenia
- Złoty Krzyż Zasługi (1980)
- Złoty Medal „Za zasługi dla obronności kraju” (1990)
- Złoty Medal „Siły Zbrojne w Służbie Ojczyzny” (1980)
- Medal pamiątkowy „Wojskowe Szkolnictwo Zawodowe” (1996)